# 諫早市立諫早図書館
諫早市立諫早図書館（いさはやしりついさはやとしょかん, Isahaya City Library）は、長崎県諫早市東小路町6番30号にある市立の公共図書館。

## 歴史

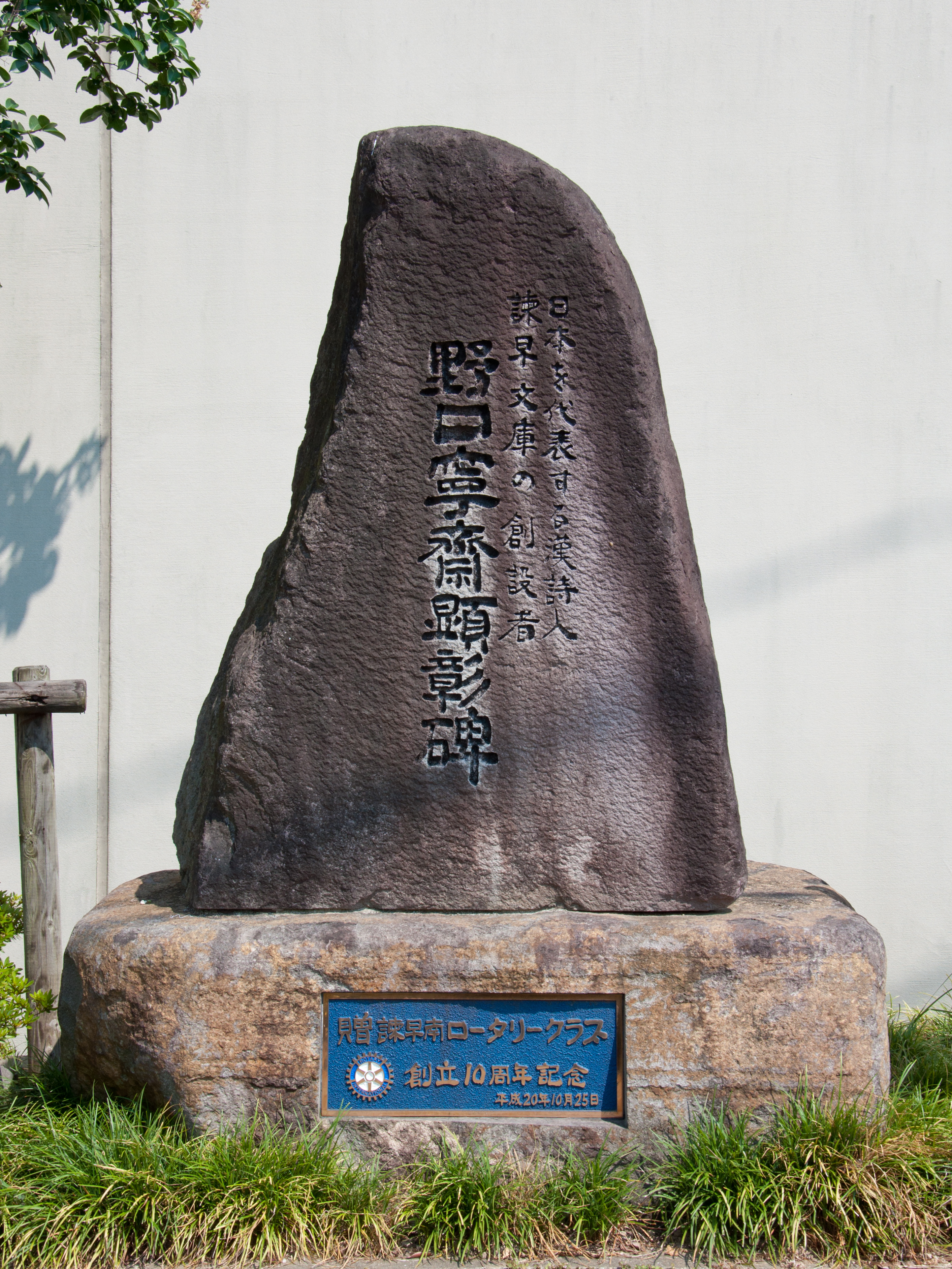
野口寧斎顕彰碑

- 1904年（明治37年）に野口寧斎により開設された「私立諫早文庫」を前身とし、2004年（平成16年）に創立100周年を迎えた。
- 2008年（平成20年）10月25日に野口寧斎顕彰碑が敷地内に建立され、除幕式が行われた。
- 2021（令和3年）11月27日、市川森一の顕彰碑を敷地内に建立し、除幕式があがった。石碑を諫早出身の有名人である役所広司の直筆が施された。

年表
- 1904年（明治37年）12月 - 北高来郡諫早町大城戸の諫早町役場内に「私立諫早文庫」が創設される。
- 1918年（大正7年）4月1日 - 「北高来郡立諫早図書館」が設置される。
- 1923年（大正12年）4月1日 - 郡制の廃止により、図書館の運営が北高来郡から諫早町へ移管され、「諫早町立図書館」と改称。
- 1940年（昭和15年）9月1日 - 諫早市の発足により「諫早市立図書館」に改称。
- 1948年（昭和23年）
  - 4月 - 諫早市学務課内に移転し、専任の館長と職員を配置。
  - 11月 - 東小路町704番地1（現・諫早市役所第4別館付近）に移転。
- 1952年（昭和27年）3月 - 東小路町722番地（現・諫早市民センター付近）に移転。
- 1953年（昭和28年）6月 - 高城町771番地（現・高城神社）に移転。
- 1961年（昭和36年）4月 - 再び東小路町722番地（現・諫早市民センター付近）に移転。
- 1967年（昭和42年）8月 - 東小路町722番地5（現・諫早市民センター）に移転。
- 1972年（昭和47年）8月 - 同地に新地区完成した諫早市民センターの4階へ移転。
- 1981年（昭和56年）12月 - 西諫早公民館の図書室に配本を開始。
- 1986年（昭和61年）1月 - ボランティアによる「おはなし会」を開始。
- 1987年（昭和62年）
  - 6月 - 図書返却ポストを設置。
  - 7月 - かみしばい会を開始。ふれあい文庫を開設。
- 1988年（昭和63年）
  - 7月 - 図書館車テーマソングが「どんぐりころころ」に決定。
  - 9月 - コンピュータ図書館システムを導入。
  - 10月 - 配本車による移動図書館（ミニ移動図書館）を開設。
- 1989年（平成元年）
  - 7月 - 図書館スペースを市民センター4階の半面から全面に拡張・改装。図書館分室「こどもの城」を設置。
  - 10月 - 移動図書館を本格的に開始。
- 1990年（平成2年）7月 - 月曜休館を開始。
- 1991年（平成3年）10月 - 長崎県立長崎図書館とのオンライン開始。
- 1993年（平成5年）4月 - 西諫早公民館図書館を「西諫早分館」とする。
- 1997年（平成9年） - 諫早市図書館建設計画プロジェクト・諫早市図書館建設計画協議会が発足。
- 1998年（平成10年）4月 - 新図書館建設室が設置される。
- 2001年（平成13年）
  - 1月 - 新図書館が完成。旧図書館を閉館。
  - 3月 - こどもの城を閉館。西諫早分館を「諫早市立西諫早図書館」と改称。
  - 7月 - 新図書館が開館。
  - 10月 - ブックスタート事業を開始。
  - 12月 - 名誉館長市川森一によるシナリオ講座を開始。
- 2002年（平成14年）3月 - 諫早家より諫早家文書が寄贈される。
- 2004年（平成16年）
  - 2月 - ドラード像を設置。
  - 11月 - 創立100周年を記念して、名誉館長の市川森一による講演会を実施。
- 2005年（平成17年）3月1日 - 新諫早市の発足により「諫早市立諫早図書館」（現在名）に改称。
- 2006年（平成18年）
  - 1月 - 諫早市立図書館・図書室全館のシステムを統合完了。図書集配を開始。
  - 4月 - インターネット予約、モバイル検索・予約を開始。
  - 8月 - 夏期の土日開館時間延長を試行。
- 2007年（平成19年）
  - 2月 - 諫早家文書が諫早市有形文化財に指定。
  - 4月 - 諫早日記解読事業を開始。
  - 10月 - 新どんぐり号（移動図書館）の運行を開始。
- 2008年（平成20年）7月 - 障害者用サービス機器を設置。
- 2010年（平成22年）7月 - 開館・閉館時のミニコンサートを拡大。
- 2012年（平成24年）4月 - 各図書館の館長に関して専任館長から諫早図書館長による兼務に変更。
- 2014年（平成26年）
  - 8月 - 図書館カフェ「オッコベーグル」が開店。
  - 12月 - 雑誌スポンサー制度を開始。
- 2019年（平成31年、令和元年）
  - 5月 - 「オッコベーグル」が閉店後に新しい図書館カフェ「okko」が開店。
- 2024年（令和6年）
  - 1月 - 社会福祉法人つかさの会が運営する就労支援事業所「cafe　kandy」が開店。

## サービス
開館時間
- 火曜～金曜 10:00～19:00
- 土曜・日曜 10:00～17:00

休館日
- 毎週月曜日
- 国民の祝日（土日は開館）
- 年末年始
- 毎月第３木曜日（祝日の場合は直前の水曜日）
- 特別整理期間

利用者資格
図書の貸出等には図書館利用者カードの発行を受ける必要がある。なお、図書館利用者カードを発行できるのは、諫早市内在住者と諫早市内への通勤・通学者。

## 施設
地下1階、地上2階
地下1階
- 駐車場53台（1台は身障者用）
- BM[2]書庫
- 事務室
- 作業室

1階
- 一般図書部門 （一般図書の書架、読書スペース）
- 青少年部門 （中・高校生をおもな対象とする図書、読書スペース）
- 児童部門 （幼児から小学生をおもな対象とする図書、読書スペース）
- 新聞・雑誌コーナー （全国紙・地方紙・スポーツ新聞や約350タイトルの雑誌を有する）
- 地域・行政資料コーナー （長崎県内を中心とした郷土資料、読書・学習スペース）
- ビジネス情報コーナー （経営改善・起業などをお考えの方に役立つ資料を提供）
- その他のサービス部門 （視覚障害者への対面朗読室等サービス機能、中央サービスデスク、インターネットコーナー等）
- 図書館カフェ「オッコベーグル」

2階
- 視聴覚ホール （講演・映写会・人形劇・紙芝居などが上演可能）
- 郷土史料室 （古文書など貴重資料の保管・補修・研究など）
- 学習創作室・集会室など （市民の学習・創作活動を支援するための各種ルーム）

移動図書館（Book Mobile）
- 移動車の愛称は「どんぐり号」

## 交通アクセス
最寄りの鉄道駅
- JR九州 「諫早駅」から徒歩20分
- 島原鉄道「本諫早駅」から徒歩3分

最寄りのバス停
- 長崎県営バス・島鉄バス「諫早局前」から徒歩5分
- 長崎県営バス・島鉄バス「本諫早駅前」から徒歩3分
- 長崎県営バス・島鉄バス「市役所前」から徒歩3分

最寄りの道路
- 長崎県道55号有喜本諫早停車場線

## 周辺
- 諫早市役所
- 諫早市体育館
- 長崎県立諫早高等学校・附属中学校
- NTT西日本九州諫早営業所

## 参考資料
- 「平成27年度諫早市立図書館要覧」 (PDF)  - 諫早市